# Diablintes
Los diablintes (también diablintres, diablindi o Aulerci Diaulitae, esto es, aulercos diaulitas) fueron un antiguo pueblo de la Galia, una división dentro de los aulercos. Julio César (Comentarios a la guerra de las Galias Libro III. 9) menciona a los diablintes entre los aliados de los vénetos y otros pueblos de Armórica a quienes atacó César. Los diablintes figuran entre los mórinos y los menapios. El territorio de los diablintes parece que era pequeño y pudo haber estado incluido entre el de los cenómanos, o la anterior diócesis de Mans. (D'Anville, Notice, &c.; Walekenaer, Géog., &c. vol. i. p. 387.)
La forma auténtica en que el nombre estaba escrito en César es dudosa. Schneider, en su edición de la Guerra de las Galias, adopta la forma diablintres, y hay buena autoridad en los manuscritos para esta opción. Los diablintes son los diablindos (Diablindi), a quienes Plinio (iv. 18) ubica en la Galia Lugdunense, y probablemente los aulercos diaulitas (lat. Aulerci Diaulitae) de Ptolomeo (ii. 8). 
Su posición puede calcularse a partir de la enumeración de Plinio, cariosvelites, diablindos, redones. La capital de los diablintes, según Ptolomeo, era Noeodunum, probablemente la Nudium de las Tablas. La Notitia de las provincias galas, que pertenece a comienzos del siglo V, menciona la Civitas Diablintum entre las ciudades de Lugdunense Tercia. Un documento del siglo VII habla de condita Diablintica situada en Pago Cenomannico (alrededor de lo que hoy es Le Mans), y así queda clara una ubicación de los diablintes. Este documento también ayuda a explicar por qué Ptolomeo usaba el nombre de aulercos para hablar tanto de los diablintes como de los cenómanos. Otro documento del siglo VII menciona un oppidum Diablintes juxta ripam Araenae fiuvioli, donde Arena (araenae) se identifica con el río Aron, un afluente del río Mayenne. La pequeña ciudad de Jublains (o Jubleins), donde se han encontrado restos romanos, no lejos de la ciudad de Mayenne al sureste, es probablemente la localización de la Civitas Diablintum y Noeodunum (también escrito como Noiodunum).